# Sismologie
 (mars 2017).
La sismologie ou séismologie (ce dernier est un anglicisme de seismology) est une discipline scientifique qui étudie les séismes (tremblements de terre) et la propagation des ondes élastiques (dites ondes sismiques) à l'intérieur de la Terre.
La sismologie moderne utilise les concepts de la mécanique newtonienne appliqués à la connaissance de la Terre. Les principales disciplines sont la sismogenèse, la sismotectonique, la sismologie de l'ingénieur, la sismologie globale, l'imagerie sismique et la sismologie spatiale. Cette liste n'est pas exhaustive. Il existe aussi des disciplines associées où la sismologie est importante comme la paléosismologie, la mécanique des roches ou l'héliosismologie.

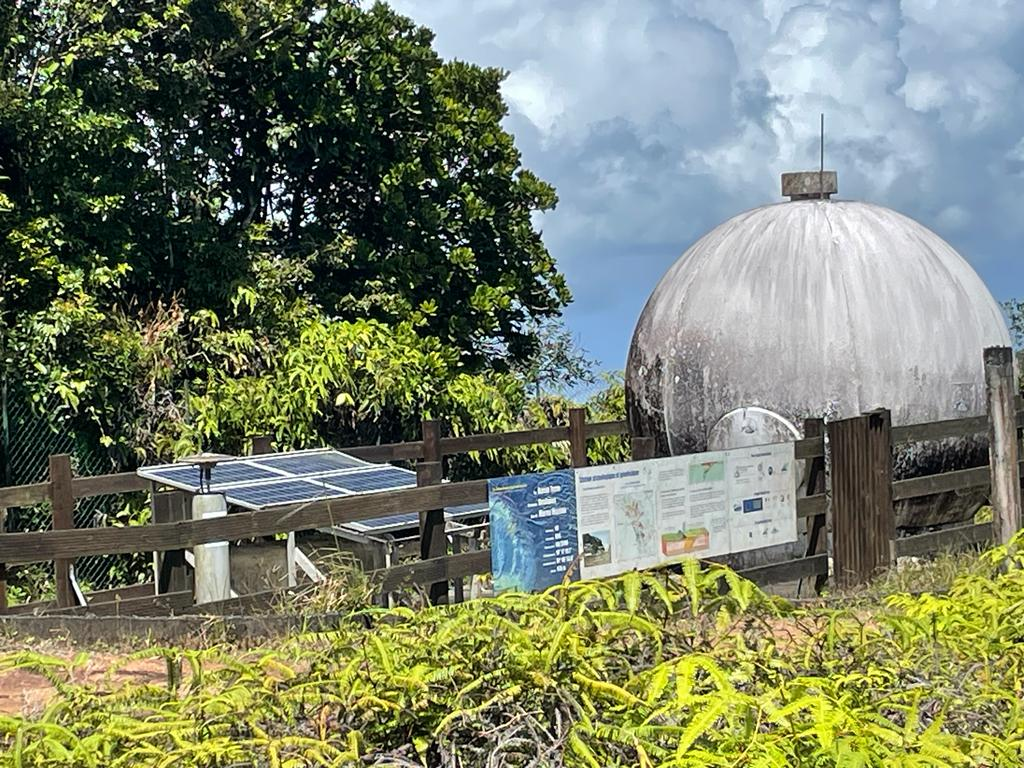
Station sismologique Basse-Terre au sommet du morne Mazeau en Guadeloupe.

## Histoire

### Pré-scientifique
Les tremblements de terre ont longtemps été considérés comme des messages divins. Pour les Chinois, c'était un signe que le Ciel (les dieux) désavouait la légitimité de l'empereur. En raison de la signification politique qu'accordaient les Chinois aux séismes et à leur fréquence importante dans la région, très tôt, ils notèrent consciencieusement les différents tremblements de terre. L'un des premiers à être noté est celui de 780 av. J.-C. et le pire en perte de vies humaines est celui de 1556 dans la province de Shaanxi qui fit plus de 830 000 victimes.
Les Chinois n'établirent aucune théorie scientifique sur l'origine naturelle des séismes, mais c'est l'un d'entre eux, l'inventeur Zhang Heng, qui créa le premier pseudo-sismographe en 132. Né dans une région de forte sismicité, Zhang Heng mit au point un sismoscope utilisant le principe du pendule.
Pour les anciens Grecs, Poséidon était le responsable de tels événements. Pourtant, cela n'empêcha pas des Grecs comme Thalès (VIe siècle av. J.-C.) et surtout Aristote (IVe siècle av. J.-C.) de penser que les séismes ont une origine naturelle. Selon Thalès, ce sont des éruptions d'eau chaude qui sont la cause des tremblements de terre : les surfaces émergés flottent sur l'eau, et des éruptions d'eau chaude assez violentes peuvent faire bouger la terre. Pour sa part, Aristote établit sa théorie pneumatique dans laquelle le pneuma (souffle) serait la cause des séismes. Le pneuma est produit par la chaleur de la terre (dont l'origine est le feu intérieur) ou par les rayons du Soleil. Lorsque le pneuma est dirigé vers l'extérieur, il forme les vents. Mais lorsqu'il s'enfonce dans la terre et s'accumule, il produit des tremblements de terre. Grâce au rayonnement des œuvres d'Aristote dans les sciences du Moyen Âge, cette théorie resta une des principales pendant plusieurs siècles.

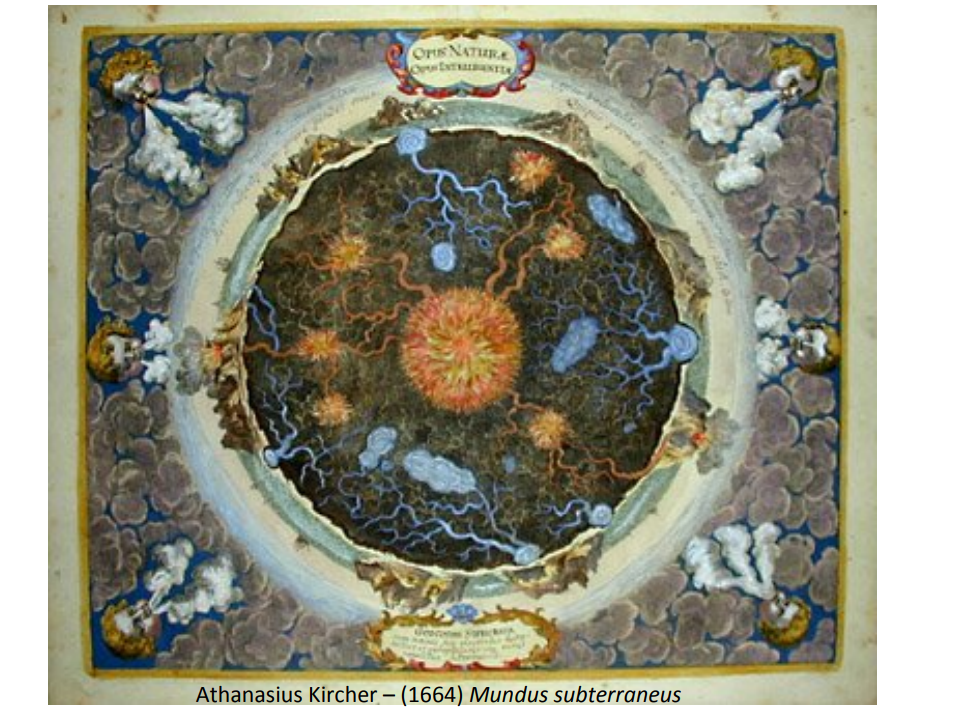
L'ouvrage Mundus subterraneus d'Athanasius Kircher publié en 1664 relaye la théorie de Gassendi.

En Europe, à la Renaissance, l'origine naturelle est de plus en plus envisagée, et plusieurs théories apparaissent. Par exemple, Pierre Gassendi, vers 1650, pensait que c'étaient des poches de gaz qui explosaient. L'abbé Pierre Bertholon de Saint-Lazare, en 1779, y voyait un effet de l'électricité, qui, lorsqu'elle s'accumulait dans le sol, provoquait un tonnerre souterrain. Ami de Benjamin Franklin et ayant travaillé sur l'électricité, il présenta un système utilisant des paratonnerres enfoncés dans la terre afin de prévenir les séismes en empêchant les coups de tonnerre.

### Scientifique

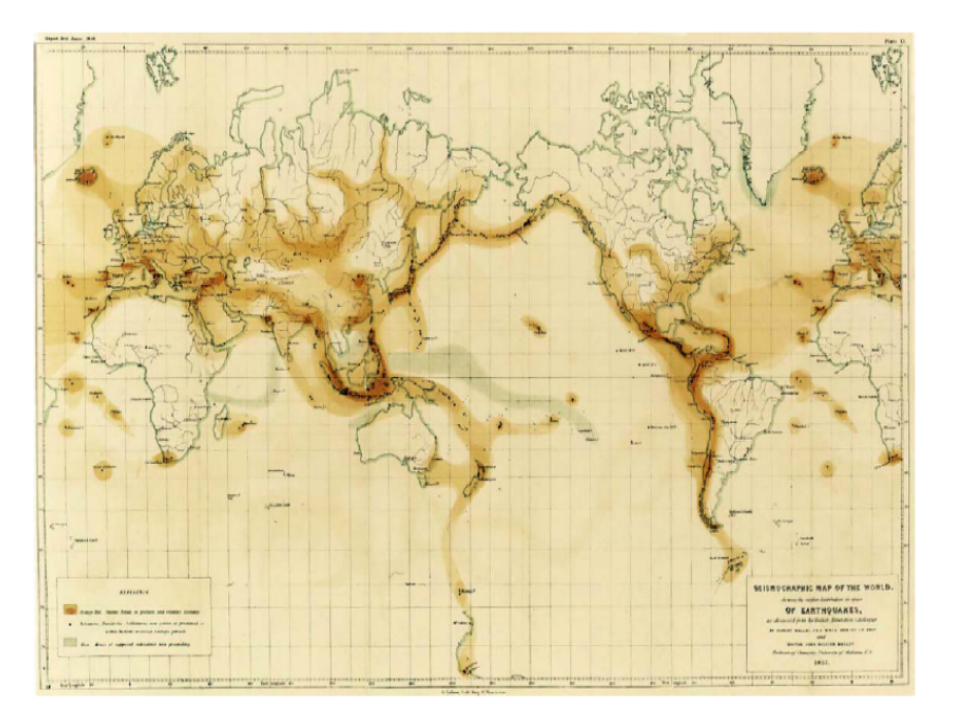
Carte de sismicité mondiale, Robert Mallet, 1858. On y remarque principalement la ceinture alpine (des Açores à l'Indonésie en passant par l'Himalaya) et la ceinture de feu du Pacifique (qui entoure en grande partie cet océan par l'ouest, le nord et l'est).

L'ampleur du tremblement de terre de Lisbonne de 1755 (magnitude estimée entre 8,6 et 9) suscite l'une des premières études scientifiques sur le sujet. La séismologie expérimentale est inventée par un ingénieur irlandais, Robert Mallet, qui, entre 1830 et 1850, étudie, grâce à des cuves à mercure, la propagation des ondes provoquées par des explosions artificielles. Il évalue l'intensité des séismes et dresse, en 1857, la première carte (encore valable aujourd'hui) de la sismicité des régions méditerranéennes et en 1858 la première carte de sismicité mondiale. Cela n'empêche pas les Japonais de donner encore à cette époque une étiologie mythique aux séismes : le séisme de 1855 au Japon inspire le mythe de l’ōnamazu, silure géant vivant dans la vase des profondeurs de la terre et responsable de ce séisme.
Le 17 avril 1889, l'astronome allemand Ernst von Rebeur-Paschwitz (de) observe une déviation sur les pendules horizontaux des deux stations allemandes de l'Observatoire de Potsdam et de Wilhelmshaven. Apprenant le 13 juin 1889, dans la revue Nature, qu'un séisme est survenu à Tokyo, il fait le rapprochement entre le signal des pendules et l'arrivée des ondes sismiques de ce tremblement de terre, et en déduit une vitesse des ondes sismiques supérieure à 7 km/s. C'est le premier enregistrement d'un téléséisme (onde sismique à grande distance) et le début de la sismologie moderne.
Ce n'est qu'au début du XXe siècle que l'étude approfondie des séismes commence véritablement, avec le recensement à l'échelle de la planète des tremblements de terre par Alexis Perrey et Fernand de Montessus de Ballore entre autres ou encore l'identification des différentes ondes sismiques par Richard Dixon Oldham.
La sismologie est une science ancienne du point de vue de l'observation, mais les bases scientifiques de l'étude des séismes ne furent posées que de façon très récente.

## Disciplines

### Sismogenèse

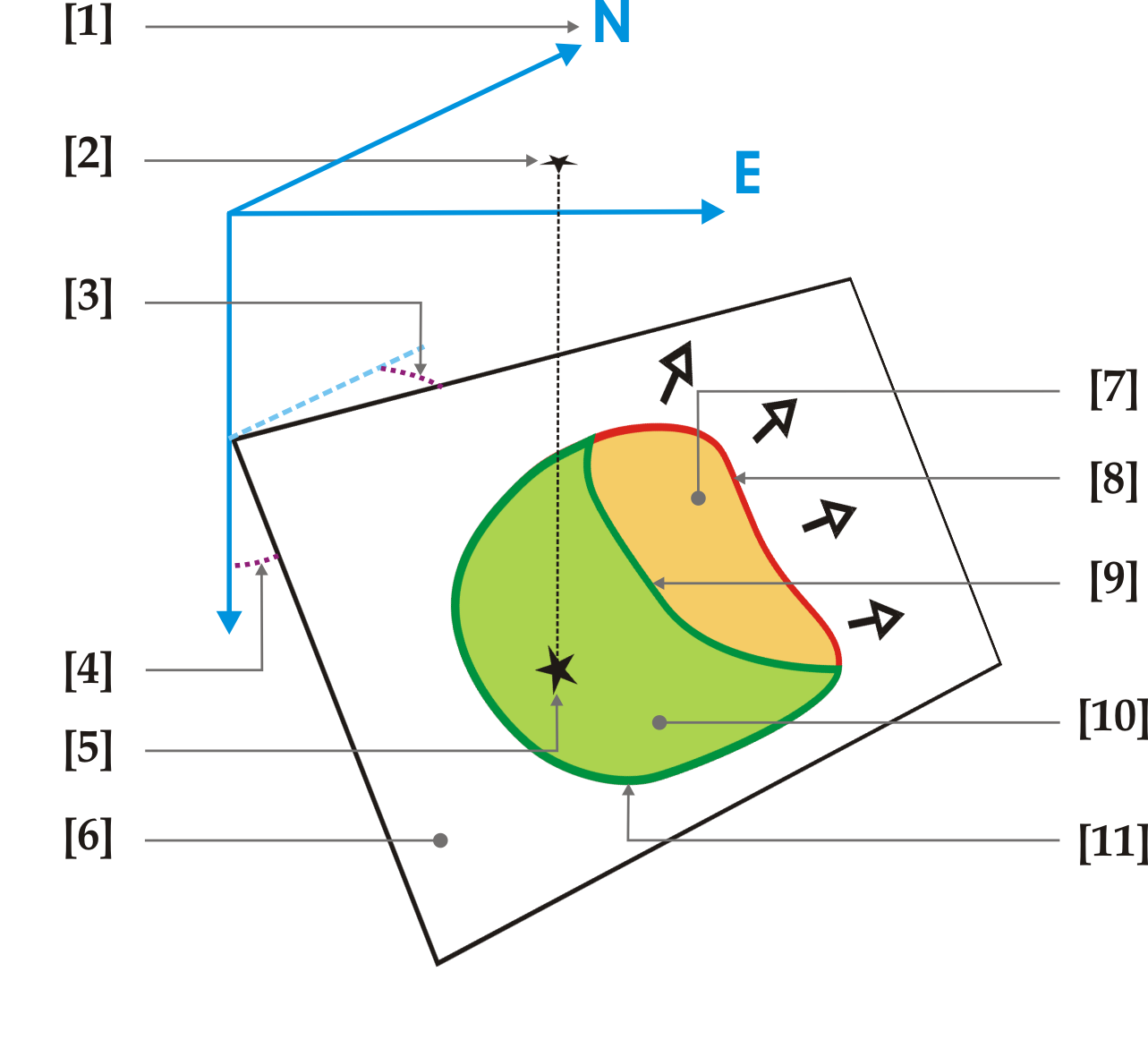
Schéma d'une rupture sismique à un instant donné.
1. Direction du Nord
2. Épicentre
3. Azimut de la faille
4. Pendage de la faille
5. Point de nucléation ou hypocentre
6. Plan de faille
7. Partie de la faille en mouvement
8. Front de la rupture
9. Phase de cicatrisation
10. Partie de la faille ayant déjà rompu
11. Bord de la zone intéressée par le séisme

La sismogenèse étudie les mécanismes provoquant les tremblements de terre. Cette discipline essaie non seulement de comprendre ce qui se passe lors d'un tremblement de terre sur la ou les failles impliquées, mais aussi d'appréhender (si elles sont appréhendables) les conditions associées au déclenchement (le terme technique est « nucléation ») d'un tremblement de terre dans le temps et dans l'espace.
Dans sa simplification la plus extrême, la source d'un séisme peut être considérée comme un point représentant la position de la nucléation (appelée aussi « foyer » ou « hypocentre »). Le travail consistant à trouver la position de ce point est appelé « localisation ». Le diagramme du rayonnement d'énergie à basse fréquence d'un séisme correspond à celui d'un double couple de force dont un des deux plans nodaux correspond au plan de faille. L'orientation spatiale de ce double couple est appelée « mécanisme au foyer ». Celui-ci permet de savoir s'il s'agit d'une faille inverse, normale ou d'un décrochement. La première étape de l'étude d'un séisme est donc de trouver la localisation et le mécanisme au foyer. La disponibilité des données sismologiques en temps réel à l'échelle planétaire permet d'obtenir ces informations très rapidement après un événement (moins d'une heure pour les séismes majeurs).
Mais la source d'un tremblement de terre n'est pas un point. Les plus grands séismes sont provoqués par des ruptures de failles de plusieurs centaines de kilomètres. Le sismologue parle de source étendue quand il décrit le séisme non plus comme un simple point mais comme une surface bi-dimensionnelle plus ou moins complexe.
La sismogenèse utilise deux types de représentation de la source sismique qui tendent petit à petit à se rejoindre. L'approche cinématique représente le séisme à partir de la différence de l'état de la faille avant et après la rupture. La source sismique est alors décrite principalement par la vitesse (et ses variations) du glissement d'un point sur la faille (de l'ordre du m s−1) lors du séisme et par la vitesse à laquelle se propage la rupture sur cette même faille (de l'ordre de quelques km s−1). La seconde représentation est dynamique. Cette représentation part d'un état initial de la faille qui est portée à un état critique où la rupture commence (nucléation). La rupture se développe suivant des lois constitutives (par exemple la loi reliant la vitesse de glissement au frottement). La représentation dynamique a sûrement plus de sens physique que la représentation cinématique mais est beaucoup plus complexe à manipuler. On peut dans la plupart des cas déduire une représentation cinématique d'une représentation dynamique (le contraire n'est pas possible).
Comprendre la source sismique est fondamental pour pouvoir un jour espérer prévoir les séismes. Certains groupes de chercheurs[Lesquels ?] estiment qu'il est possible de prédire certains événements sismiques mais ces recherches n'ont pas le consensus de toute la communauté sismologique et sont souvent l'origine de débats très enflammés.

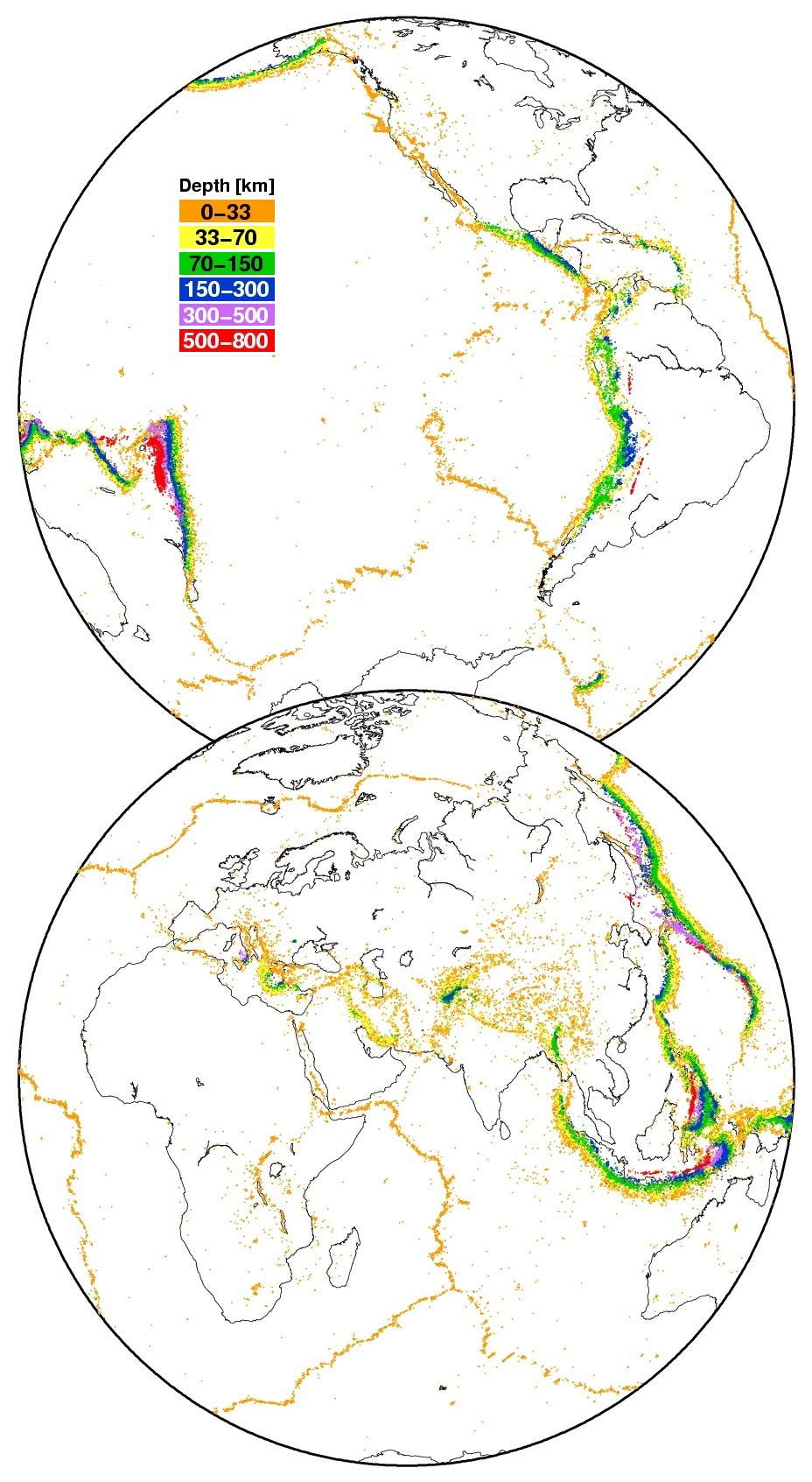
Carte de la sismicité mondiale depuis 1973. Outre les deux ceintures visibles sur la carte de Robert Mallet (ci-dessus à droite) on y voit en moins intense les frontières des plaques tectoniques.

### Sismotectonique
La sismotectonique est la branche de la géologie et de la géophysique qui étudie les structures et les mouvements tectoniques grâce aux séismes, ainsi que les rapports entre les séismes et la tectonique. En effet, la distribution spatiale des tremblements de terre (sismicité) n'est pas aléatoire. En regardant la sismicité à l'échelle planétaire, la majeure partie des séismes se situe aux frontières des plaques tectoniques. La variation de la profondeur des hypocentres souligne la présence des zones de subduction.
Cette simple analyse à l'échelle du globe peut être effectuée à toutes les échelles. À l'aide de différentes stations sismiques réparties autour d'un séisme, il est possible de retrouver les paramètres physiques d'un séisme, comme les coordonnées du séisme, sa profondeur (souvent difficile à déterminer), et le mécanisme au foyer du séisme ; ainsi, on détermine le type de faille mise en jeu. À partir de la simple analyse de sismogrammes ayant enregistré une secousse, il subsiste toujours un doute sur l'orientation de la faille principale, la distinction entre le plan de faille et le plan nodal (plan théorique orienté perpendiculairement au plan de faille) ne pouvant être obtenue que par la connaissance géologique et/ou l'étude des répliques du séisme principal. Les mécanismes au foyer (paramètres géométriques de la rupture) sont liés à l'orientation et aux variations du champ de contrainte dans la croûte.
La localisation précise des séismes nécessite une connaissance assez détaillée des variations de la vitesse des ondes sismiques dans le sous-sol. Ces vitesses sont directement liées aux propriétés élastiques et physiques du milieu. En général, les variations de vitesse dans la Terre sont fonction de la profondeur. Ceci est la raison pour laquelle, en première analyse, le milieu dans lequel se propagent les ondes (milieu de propagation) est souvent assimilé à un milieu stratifié horizontal (empilement de couches horizontales, le terme technique est milieu monodimensionnel). Mais la prise en compte de milieux complexes tridimensionnels est aujourd'hui pratique courante. Ainsi, la détermination du milieu de propagation et la localisation des séismes sont obtenues conjointement par des techniques de tomographie dite passive (les sources sont naturelles).
Un séisme est toujours le témoignage de la présence d'une faille (si on exclut certaines sources très particulières). Mais une faille ne produit pas toujours des séismes. On parlera alors de faille inactive si celle-ci ne cause aucune déformation. En outre, une faille, ou un segment de faille, peut être active mais ne provoquer aucun séisme (ou bien une sismicité diffuse de très faible magnitude). La faille est alors dite asismique. Le mouvement sur la faille se fait alors très lentement (quelques millimètres par an). Le terme technique est « creeping » (mot anglais signifiant littéralement « rampement »). Cette déformation ne peut être mise en évidence que par des données géodésiques (par exemple des mesures GPS ou des images InSAR). Ce même type de données a permis de détecter récemment des glissements sur des failles ayant des durées très longues (plusieurs semaines à plusieurs mois). Ces événements sont appelés « séismes lents »,.
La relation entre activité sismique et faille est importante pour la prévision sismique. Dans une vision simplifiée, la déformation due à la tectonique augmente les contraintes sur la faille. Arrivé à un certain seuil, une rupture se déclenche et la faille provoque un séisme relâchant les contraintes accumulées. La faille est alors prête pour un nouveau cycle d'accumulation. Ainsi, sur un système de faille où la charge en contrainte est homogène, la faille ou le segment de faille n'ayant pas subi de forts tremblements de terre depuis longtemps devient un bon candidat pour le prochain séisme. Ce candidat est appelé « gap » sismique,. Cette simplification n'est pas souvent vérifiée car le champ de contrainte n'est pas homogène et la géométrie des failles est complexe.

### Risque, aléa et vulnérabilité sismique: notion de chaîne de risque sismique

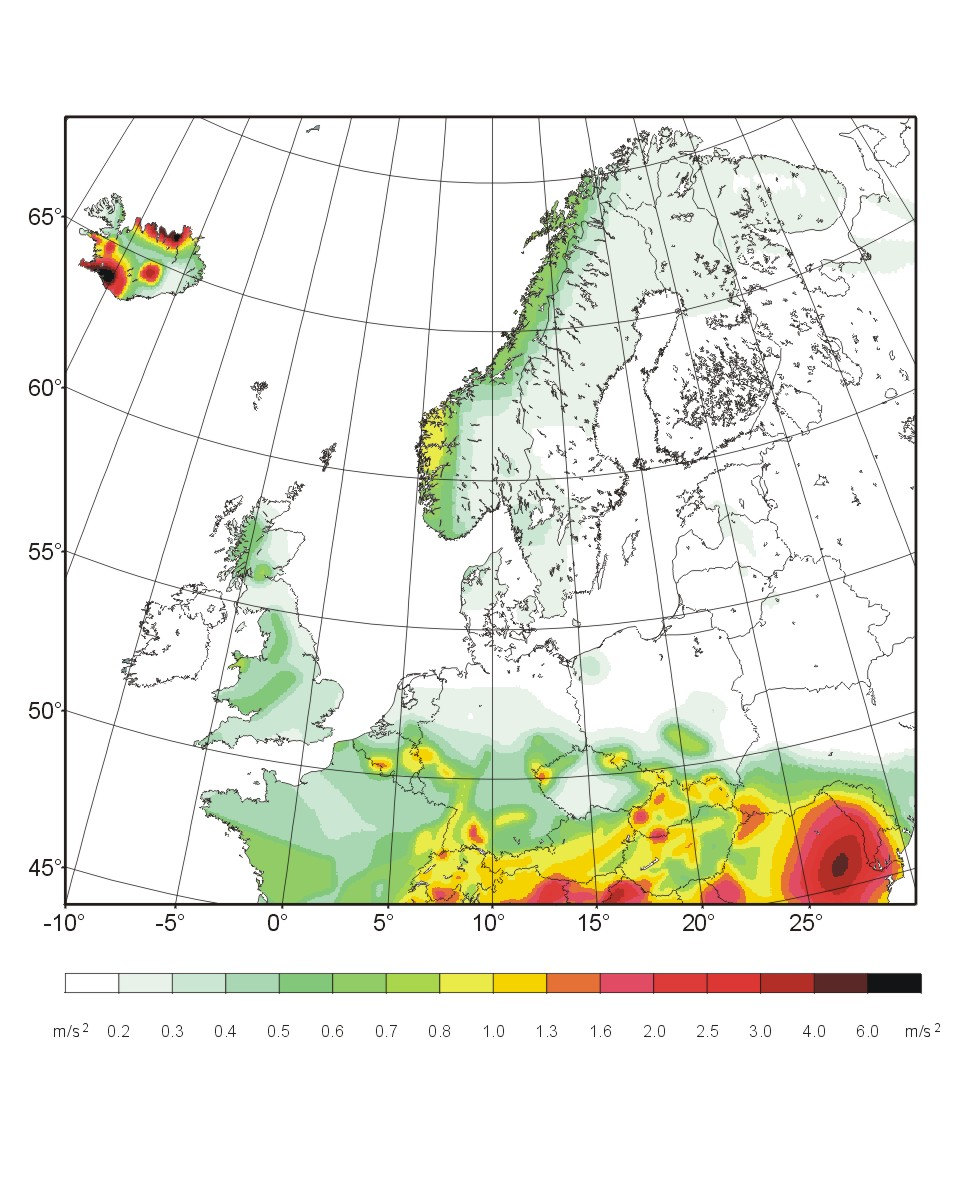
Carte de l'aléa sismique pour l'Europe du Nord. L'échelle des couleurs indique l'accélération du sol ayant 10 % de chance d'être dépassée en 50 ans.

L'évaluation de l'activité sismique d'une zone est fonction de la vitesse de déformation, du potentiel sismogène des failles et de la période de retour des séismes de forte magnitude. La chaîne de risque sismique {\displaystyle \mathbf {R} } est la combinaison de l'aléa sismique {\displaystyle \mathbf {A} } en un point donné et la vulnérabilité {\displaystyle \mathbf {V} } des enjeux :
L'analyse de l'aléa sismique étudie l'occurrence des tremblements de terre et les mouvements forts du sol qui en découlent. On distingue en général deux approches distinctes : l'analyse probabiliste de l'aléa sismique (en anglais PSHA pour Probabilistic Seismic Hazard Analysis) et l'approche déterministe. Ces deux approches sont complémentaires et sont souvent utilisées ensemble.
L'approche déterministe permet de faire des études de scénario quand la plupart des paramètres du problème sont fixés. En pratique, elle permet de répondre à des demandes du type : « Quelles seraient les accélérations du sol attendues à Aix-en-Provence dans le cas d'un séisme de magnitude 6 sur la faille de la chaîne de la Trévaresse ? » La réponse à cette question se base souvent sur les connaissances acquises grâce à la sismicité historique. Si le scénario est inédit et n'a pas de réponse dans les bases de données, alors une simulation numérique du problème est requise.
L'approche probabiliste fait intervenir la notion de temps et d'occurrence. Elle nécessite la connaissance de la variation du taux de sismicité sur le territoire. La demande typique est la suivante : « Quelles sont les chances de dépasser une accélération du sol de 2 m s−2 à Aix-en-Provence dans les 50 prochaines années ? » Cette approche permet aussi de réaliser une carte de l'aléa sismique quand la question est légèrement modifiée : « Quelle est l'accélération du sol en ce point ayant 10 % de chance d'être dépassée dans les 50 prochaines années ? »
Il est nécessaire de faire la distinction entre l'aléa sismique et le risque sismique. En effet, le risque sismique est l'impact de l'aléa sismique sur l'activité humaine en général. Ainsi, on parle d'un aléa sismique élevé pour une région ayant une activité sismique importante. Mais à un aléa sismique élevé ne correspond pas forcément un risque sismique élevé si la région est déserte et ne comporte pas de construction. En revanche, même une zone ayant une sismicité modérée peut être considérée à haut risque du fait de la densité de la population, de l'importance du construit ou bien de la présence d'édifices sensibles (centrales nucléaires, usines chimiques, dépôts de carburants…). L'évaluation modélisée et mathématisée du risque sismique ne doit pas faire oublier la notion différente de risque perçue par l'homme qui prend en compte les facteurs de sens général du rapport au risque, de l'évaluation locale des dommages et des solutions de prévention et du niveau de maturité collective.

### Sismologie globale
« Prétendre déterminer la structure de la Terre en étudiant les secousses sismiques équivaut pour un aveugle à deviner de quoi est fait un piano à queue en écoutant le bruit qu'il fait quand on le pousse dans un escalier »

— Edward Bullard.
La sismologie globale étudie la structure de la Terre en utilisant les enregistrements des ondes produites par les séismes à très grandes distances. En effet, quand la magnitude du séisme est suffisante (supérieure à 5), les ondes qu'il émet peuvent être mesurées sur toute la surface de la Terre.

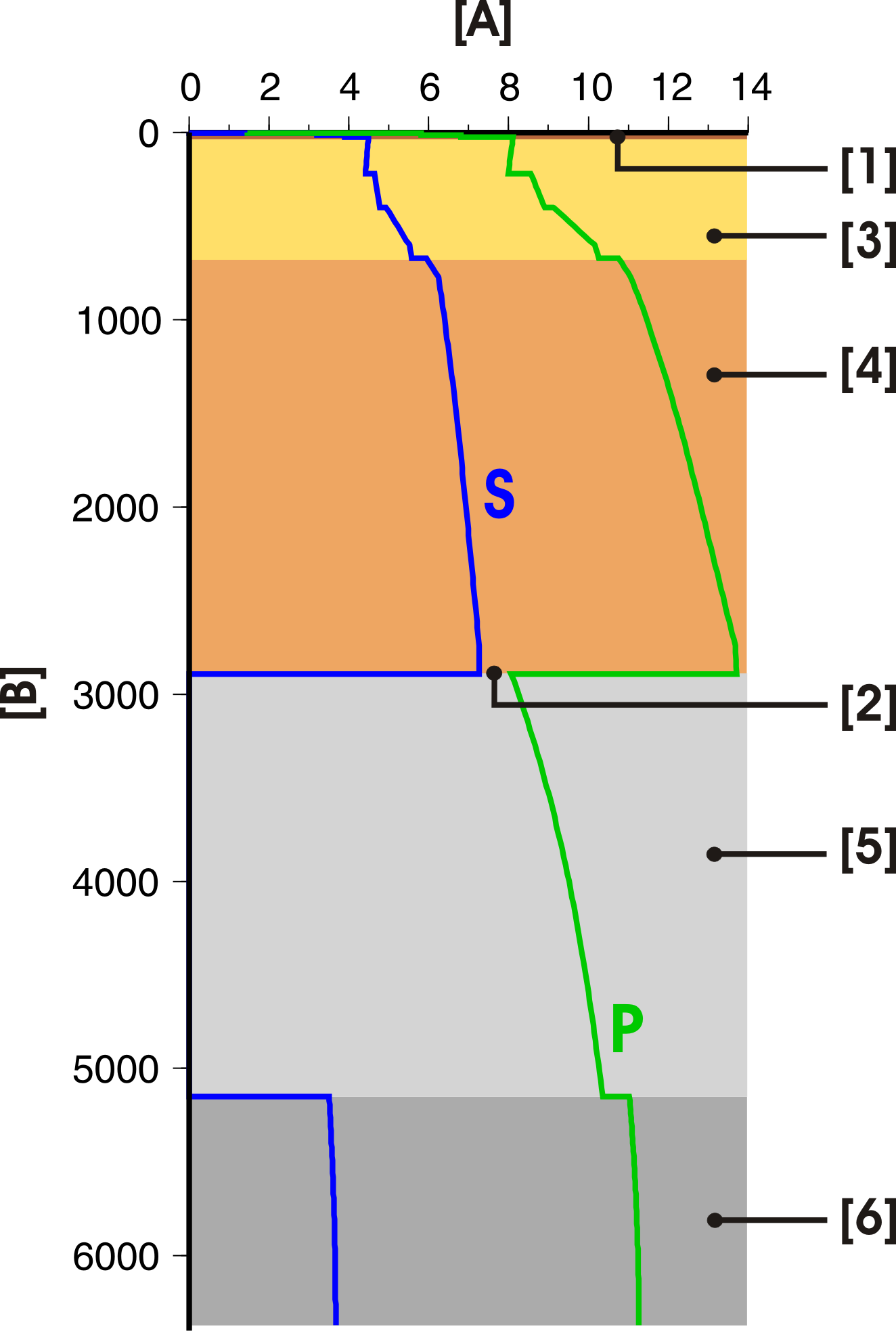
Vitesse des ondes P et S du modèle PREM.
A : Vitesse (km s-1). B : profondeur (km). 1 : croûte. 2 : interface noyau-manteau. 3 : manteau supérieur. 4 : manteau inférieur. 5 : noyau externe. 6 : noyau interne.

Les ondes de volume, primaires et secondaires (dites ondes P et ondes S), traversent la Terre et se réfléchissent sur les discontinuités majeures (interface noyau-manteau, Moho, surface de la terre). Chaque réflexion produit différentes phases et l'étude de leur temps de parcours entre la source et le sismomètre donne des informations sur la structure traversée. Par exemple, l'absence d'onde de cisaillement S passant par le noyau externe a permis à Richard Dixon Oldham de conclure qu'il était liquide.
Le premier modèle de référence a été justement déduit de l'étude des temps de parcours des ondes sismiques. Il s'agit d'un modèle monodimensionnel définissant la variation de la vitesse des ondes sismiques et de la densité en fonction de la profondeur.
Mais l'approximation de paramètres ne dépendant que de la profondeur est seulement de premier ordre. La variabilité tri-dimensionnelle de la structure interne du point de vue sismologique a de multiples causes. La cause principale est l'hétérogénéité associée aux discontinuités majeures. Leur géométrie est complexe. Il s'agit aussi de zones d'échanges créant des variations importantes des paramètres physiques auxquels sont sensibles les ondes sismiques. Par exemple, l'étude des phases réfléchies à la frontière entre le noyau et le manteau fournit des informations non seulement sur sa topographie mais aussi sur son comportement, qui est très important pour la dynamique de la planète Terre. En utilisant l'outil tomographique, les dernières études montrent des images de plus en plus nettes du manteau et des zones de subduction et proposent des réponses sur l'origine des plumes mantelliques.
Les ondes de volume ne sont pas les seules à être sensibles à l'échelle du globe. Lors des grands tremblements de terre, les ondes de surfaces peuvent faire plusieurs fois le tour de la Terre. L'utilisation de ces types de données sert aussi à la connaissance de la structure de la Terre dans les premières centaines de kilomètres. En effet, l'amplitude des ondes de surface s'atténue avec la profondeur.
Enfin, la Terre est un volume fini et peut résonner. Pour les plus importants séismes, l'interaction constructive des ondes de surface faisant le tour de la Terre excite ses modes propres. La Terre se met alors à vibrer comme une cloche. L'infrason le plus bas émis par la terre a une période d'environ 53,83 min. Ce son dure plusieurs jours avant de s'atténuer. La période des différents modes est directement reliée à la structure interne de la Terre. Le modèle de référence le plus utilisé est le modèle PREM, de l'anglais Preliminary reference Earth model. Aujourd'hui des modèles plus récents et légèrement différents sont aussi utilisés mais ne l'ont pas supplanté.

### Sismique d'exploration
Les avancées de la sismique d'exploration sont intimement liées à la prospection pétrolière et à la surveillance des gisements. Toutefois, les techniques développées dans ce domaine sont aussi employées pour la connaissance de la structure du sous-sol, pour des échelles allant de la maquette de laboratoire jusqu'à la croûte terrestre.
La sismique d'exploration est appelée sismique active dans le cas où les ondes sismiques utilisées pour imager le sous-sol proviennent de sources sismiques artificielles contrôlées (du coup de marteau à l'explosion nucléaire). La sismique d'exploration peut aussi s'effectuer en exploitant les ondes émises par des sources non contrôlées, comme des séismes (naturels et/ou induits dans le cas des réservoirs), ou encore le bruit sismique ambiant.
La position relative des différentes sources et des récepteurs joue un rôle clef dans le processus d'imagerie du sous-sol. Ces positions vont définir le type de données obtenu et donc le type de méthode à employer et le type de résultat attendu. La première distinction est la dimensionalité de l'acquisition. Elle peut être 1D (à une dimension, soit une source et plusieurs capteurs alignés ou le contraire), 2D (les sources et les récepteurs sont contenus dans un même plan, en général la surface de la Terre), 3D voire 4D (étude de la variation du problème 3D dans le temps). Chaque passage de dimension implique une augmentation substantielle du coût de l'acquisition, mais aussi de la puissance informatique nécessaire au traitement des données. Augmenter la dimension des données rend aussi l'interprétation des images plus ardue, car les données sont plus difficiles à visualiser. 
L'autre caractéristique importante de la configuration est le type de déport (distance source-capteur) utilisé. Quand les déports sont petits, l'énergie enregistrée sur le capteur provient principalement de la réflexion de l'énergie sur les discontinuités d'impédance du milieu. On parle de sismique réflexion. Quand les déports sont grands, l'énergie enregistrée provient des phases sismiques traversant le milieu ou longeant les discontinuités (ondes réfractées). On parle alors de sismique réfraction.
Ces deux concepts dépendent beaucoup de l'échelle de la zone étudiée, et de si cette dernière est à terre ou en mer. Pour la sismique réflexion en mer, un bateau de prospection traine une ligne de capteurs appelée flûte, tout en émettant des ondes sismiques (tirs) à intervalles réguliers, grâce à des canons à air. Dans le cas de la sismique réfraction en mer, le capteur est fixe et le bateau s'en éloigne en tirant. Ces acquisitions sont principalement 2D. Les acquisitions marines peuvent également être 3D, par exemple si le bateau tire plusieurs flûtes sismiques parallèles. De plus en plus de prospections mélangent maintenant ces deux concepts en une seule acquisition (sismique réflexion à grand angle). 
L'acquisition de données à terre est beaucoup plus coûteuse et les milieux sont en général plus difficiles à interpréter.

### Archéosismologie
L'archéosismologie est l'étude des séismes ayant eu lieu durant la préhistoire ou la protohistoire. Elle se base sur des études archéologiques, en particulier la destruction de constructions humaines, ou sur la présence de failles. Elle permet d'avoir accès à des événements extrêmement rares, et donc extrêmement violents : dans ces zones, l'énergie élastique emmagasinée n'est libérée que très rarement, et donc avec une très grande ampleur.

### Sismologie spatiale

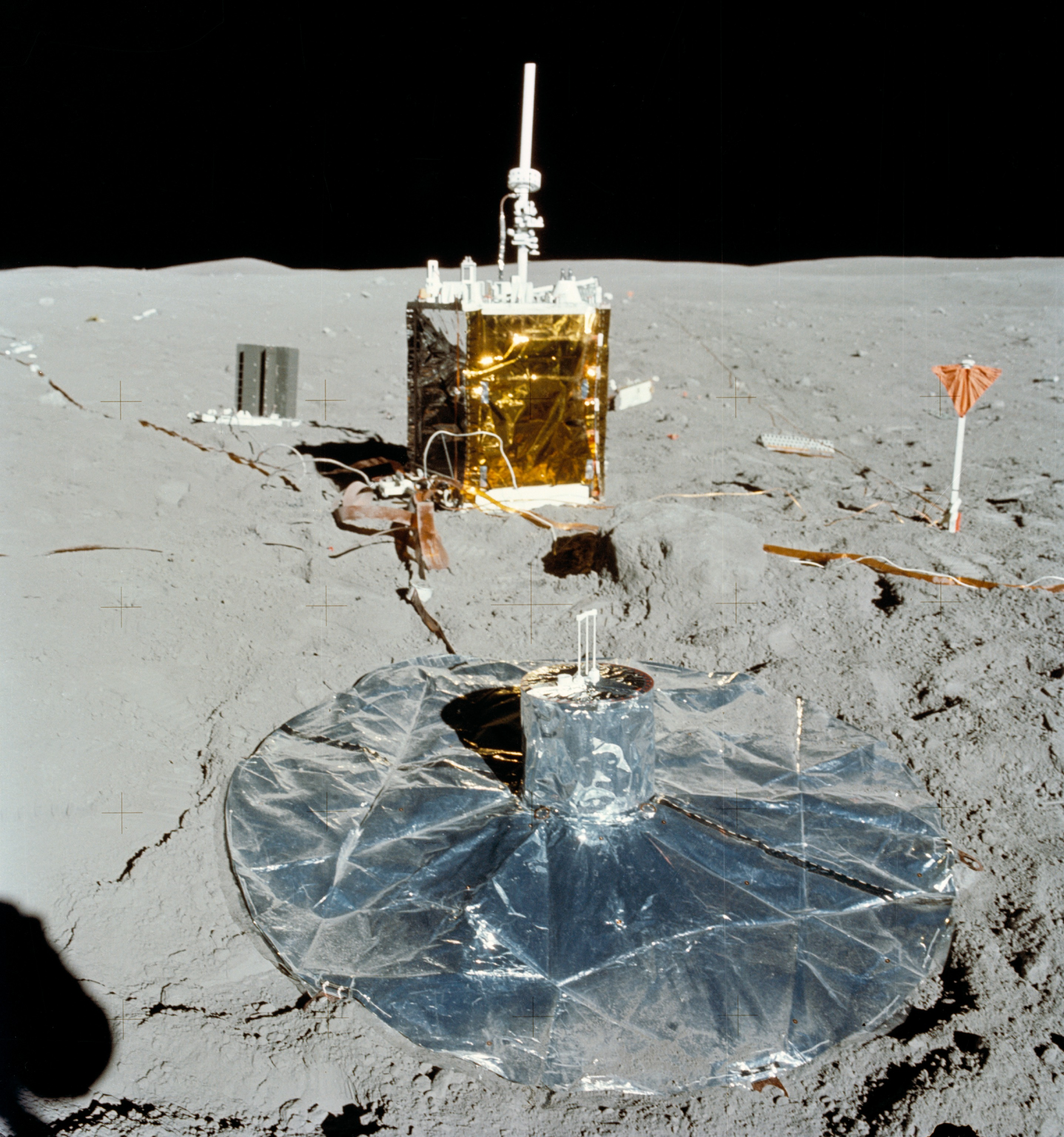
Au premier plan, le sismomètre passif installé sur la Lune lors de la mission Apollo 16

La sismologie et ses outils ne sont plus confinés à la planète bleue depuis la fin des années 1960 grâce au programme Apollo. Lors de la mission Apollo 12, le premier sismomètre extra-terrestre est installé sur la Lune le 19 novembre 1969. Lors de chacun des trois atterrissages suivant (Apollo 14, 15 et 16), un sismomètre est installé. Ces instruments ont formé le premier (et unique pour le moment) réseau sismologique extra-terrestre. L'expérience prit fin le 30 septembre 1977.
Les sources sismiques enregistrées sur la Lune sont de cinq types différents :
- impacts de météorites ;
- impacts artificiels ;
- sources thermiques très superficielles causées par la variation journalière de température en surface ;
- séismes superficiels haute fréquence dus au refroidissement thermique (magnitude observée jusqu'à 5.5[22] - nombre d'observations : 28) ;
- séismes profonds (appelés tremblement de Lune) (nombre : 3145) causés par la marée lunaire. Ils sont localisés entre 800 et 1 200 km de profondeur.

L'analyse de ces données uniques a permis de démontrer que la structure de la Lune est différenciée (existence d'une croûte, d'un manteau et d'un hypothétique noyau). Les vitesses des ondes sismiques ont ajouté des contraintes sur la composition chimique et minéralogique, compatible avec l'hypothèse d'une collision entre deux astres. Les enregistrements des tremblements de Lune durent très longtemps (jusqu'à une heure). Cette caractéristique est expliquée par la grande dispersion (grande hétérogénéité) et par la faible atténuation dans la croûte lunaire.
Le programme Apollo ne fut pas le premier à tenter de mettre un sismomètre sur la Lune. Le programme Ranger tenta en 1962 de déposer un instrument avec les sondes Ranger 3 et 4. Malheureusement la première manqua la Lune et la seconde s'y écrasa. En ce qui concerne Mars, la sonde Viking installa avec succès un sismomètre en 1976. Un défaut de réglage de l'instrument associé aux forts vents martiens rendit ces données inexploitables. Dans le cadre de la mission Mars 96, les deux sismomètres Optimism prévue pour une installation sur Mars furent perdus avec le lanceur le 16 novembre 1996.
La sismologie a été appliquée aussi aux astres non solides. L'impact de la comète Shoemaker-Levy 9 sur Jupiter en 1994 généra des ondes sismiques de compression et des ondes de surface observables sur les images infrarouges. En outre l'étude des ondes P, de surface et de gravité observées sur le Soleil est maintenant une discipline établie qui s'appelle l'héliosismologie. Ces ondes sont générées par les mouvements convectifs turbulents à l'intérieur de l'étoile.
L'envoi de sismomètres sur une comète (sonde Rosetta) et sur Mercure (mission BepiColombo) est initialement prévu mais ensuite abandonné, et c'est seulement en novembre 2018 qu'un sismomètre est à nouveau déposé sur un corps extraterrestre, Mars. Le 6 avril 2019, l'instrument SEIS embarqué par la sonde InSight fournit le premier enregistrement d'un séisme martien.

### Héliosismologie et astérosismologie
Les séismes terrestres les plus violents excitent des ondes de surface de longue période qui en l'occurrence ne sont pas du tout limitées à la surface mais correspondent à différents modes de vibration globale de la Terre. Des oscillations de même nature sont prévisibles et observables dans le Soleil et les autres étoiles. Elles sont l'objet d'étude de l'héliosismologie et de l'astérosismologie, respectivement.

## Les ondes sismiques
Les tremblements de terre produisent différents types d'ondes sismiques. Ces ondes, en traversant la terre et en se réfléchissant ou se diffractant sur les discontinuités principales de propriétés physiques des roches, nous fournissent des informations utiles pour comprendre non seulement les événements sismiques mais aussi les structures profondes de la terre. Il existe trois types d'ondes: les ondes P (première), S (seconde) et L (longue).

## La mesure en sismologie
La mesure en sismologie est fondamentale tant pour l'étude de la propagation des ondes que pour celle des séismes. En effet, l'étude d'un séisme passe par la compréhension des processus en action sur la faille avant et pendant le phénomène. Mais une observation directe de cet objet dans son ensemble n'est pas possible. La seule possibilité existante est de réaliser un forage mais c'est une solution très coûteuse et qui ne permet qu'une observation ponctuelle du plan de faille. Il faut donc recourir à des observations indirectes, la première étant celle des ondes générées par les séismes. Ces dernières peuvent en effet être enregistrées même à de très grandes distances, du moins en cas de magnitude importante. Ces ondes sont enregistrées grâce à des capteurs appelés sismomètres.

## Sismologues réputés et leurs contributions
- En 1893, le lien entre séisme et faille est mis en évidence par Bunjiro Koto.
- En 1902, Giuseppe Mercalli crée une échelle d'intensité qui sera la référence jusqu'à l'introduction du concept de magnitude.
- En 1906, Richard Dixon Oldham déduit que le noyau de la Terre est liquide.
- En 1909, Andrija Mohorovičić découvre une discontinuité sismique à la base de la croûte terrestre : cette discontinuité porte, en son honneur, le nom de Moho.
- Dans la première moitié du XXe siècle, Beno Gutenberg, outre ces célèbres travaux sur la magnitude, remarque que le nombre des séismes à l'échelle globale suit une loi.
- En 1935, Charles Francis Richter met au point une échelle fondée sur la magnitude (l'énergie libérée) de la secousse, et non sur son intensité (les effets ressentis ou observés). L'utilisation systématique de cette échelle, notamment par les journalistes, fait de Richter le seul sismologue largement connu du grand public.
- En 1936, la présence d'une graine solide dans le noyau de la Terre est découverte par Inge Lehmann.
- En 1966, Keiiti Aki a introduit le moment sismique.
- En 1977, Hiroo Kanamori propose une magnitude Mw basée sur le moment sismique.

#### Sites d'information
- École et observatoire des sciences de la Terre
- Réseau national de surveillance sismique
- Bureau central sismologique français
- (en) Centre sismologique euro-méditerranéen, site d'information sismologique en temps réel
- (en) Les derniers tremblements de terre dans le monde, sur moins de 24 heures

#### Histoire
- le site du musée de sismologie, historique et collections en ligne